# انتونیو المانی
انتونیو المانی (انگلیسی: Antonio German؛ زادهٔ ۲۶ دسامبر ۱۹۹۱) بازیکن فوتبال اهل بریتانیا است.
از باشگاه‌هایی که در آن بازی کرده‌است می‌توان به باشگاه فوتبال کویینز پارک رنجرز، باشگاه فوتبال یئوویل تاون، باشگاه فوتبال کرالا بلاسترز، باشگاه فوتبال استوک‌پورت کانتی، باشگاه فوتبال ساوتند یونایتد، باشگاه فوتبال گیلینگام، باشگاه فوتبال برنتفورد، باشگاه فوتبال بروملی، باشگاه فوتبال پاتریک تیسل، باشگاه فوتبال نورث‌همپتون تاون، و باشگاه فوتبال آلدرشات تاون اشاره کرد.
وی همچنین در تیم ملی فوتبال گرنادا بازی کرده‌است.